# روبير حسين
روبير حسين (بالفرنسية: Robert Hossein)‏ هو كاتب سيناريو ومخرج وممثل فرنسي، ولد في 30 ديسمبر 1927 بباريس في فرنسا. بدأ مشواره المهني سنة 1948، ومن الجوائز التي نالها وسام جوقة الشرف.

## جوائز
- وسام جوقة الشرف

## وصلات خارجية
- روبير حسين على موقع IMDb (الإنجليزية)
- روبير حسين على موقع روتن توميتوز (الإنجليزية)
- روبير حسين على موقع مونزينجر (الألمانية)
- روبير حسين على موقع ألو سيني (الفرنسية)
- روبير حسين على موقع ميوزك برينز (الإنجليزية)
- روبير حسين على موقع أول موفي (الإنجليزية)
- روبير حسين على موقع قاعدة بيانات الأفلام السويدية (السويدية)
- روبير حسين على موقع إن إن دي بي (الإنجليزية)
- روبير حسين على موقع ديسكوغز (الإنجليزية)
- روبير حسين على موقع قاعدة بيانات الفيلم (الإنجليزية)